# شاه‌سیمین‌ماهی دراز
شاه‌سیمین‌ماهی دراز (نام علمی: Argentina elongata) نام یک گونه از خانواده شاه‌سیمین‌ماهی است.